# Metropolitan Opera

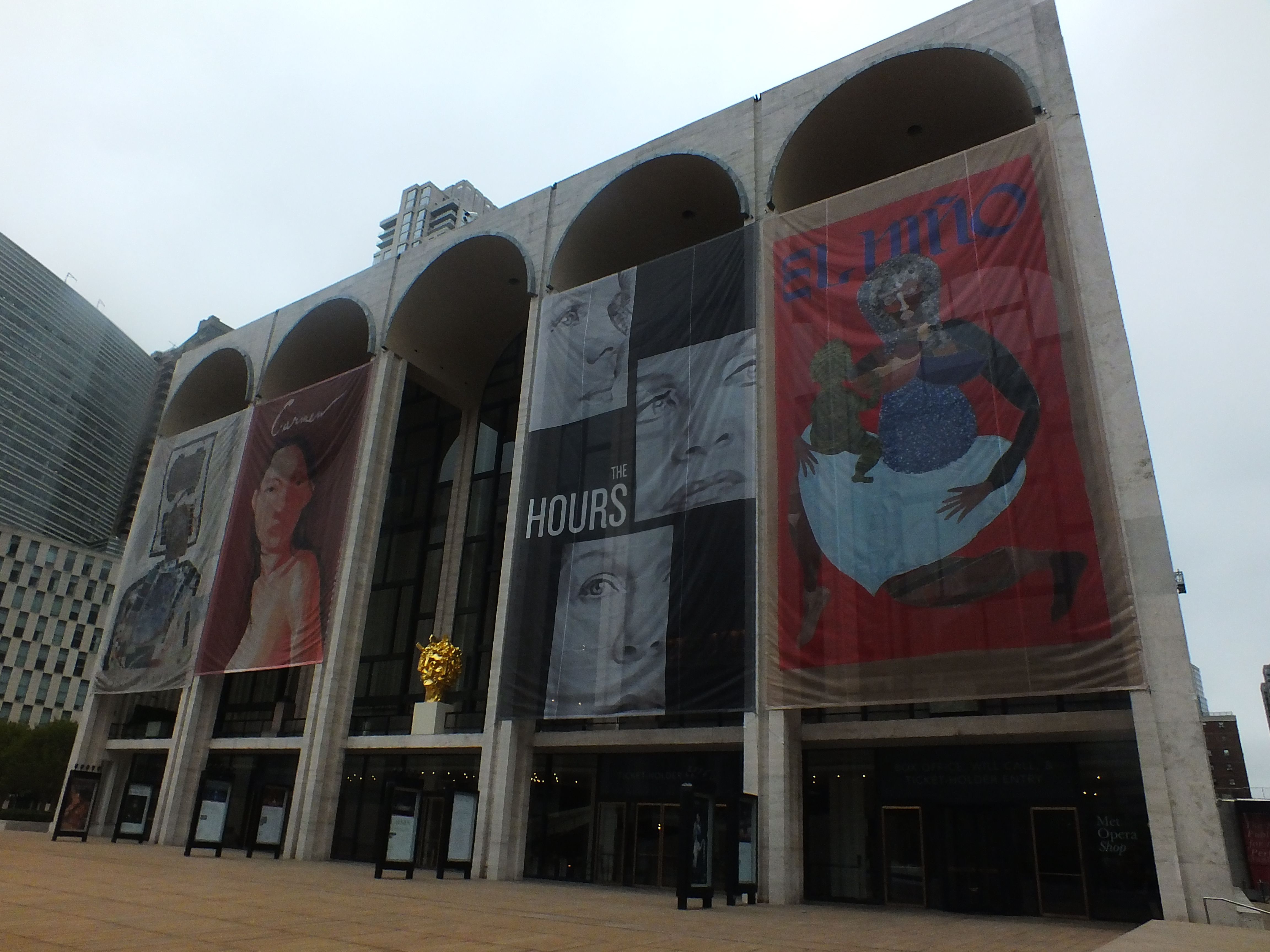
Gmach Metropolitan Opera w Centrum Lincolna

Metropolitan Opera (potocznie The Met)  – teatr operowy w Nowym Jorku, pierwotnie (od powstania do 1966 roku) znajdujący się w gmachu przy Broadwayu, pomiędzy 39. a 40. ulicą.

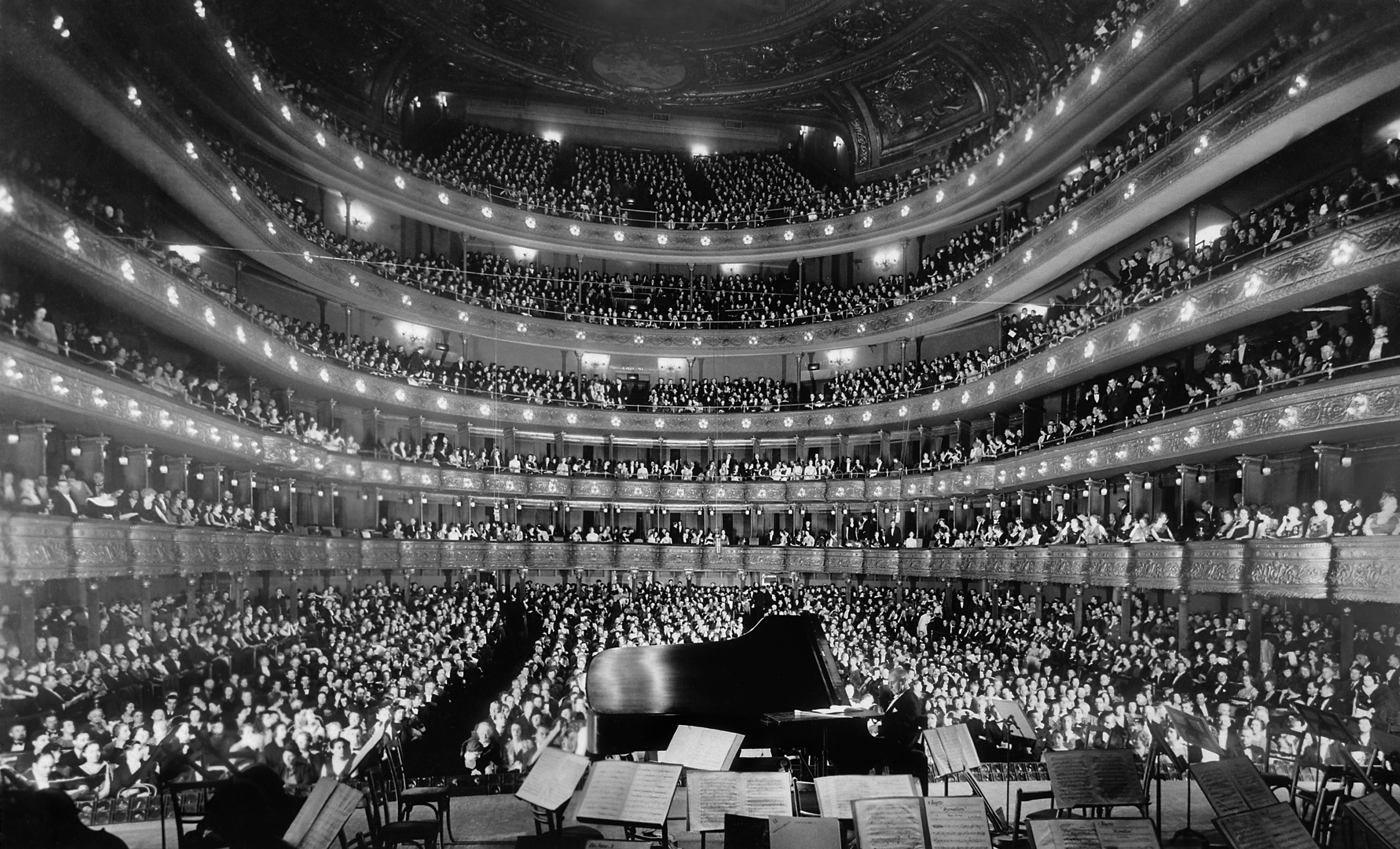
Dawna Metropolitan Opera House (39th St) w Nowym Jorku. Pełna sala widziana z tyłu sceny na koncercie Josefa Hofmanna, 28 listopada 1937

Architektem starego budynku był J. Cleaveland Cady. Budynek został ukończony w roku 1883. Inwestorami było kilku czołowych nowojorskich finansistów, pragnących mieć „swój” teatr z własnymi lożami, których nie mogła im zagwarantować najsłynniejsza ówcześnie nowojorska Academy of Music. Powstała sala koncertowa, która miała nie najlepszą akustykę i funkcjonalność, ale za to wspaniałe loże odpowiadające inwestorom. Początkowo, w pierwszym sezonie, inwestycja przyniosła 600 tys. dolarów deficytu, co wobec 800 tys. dolarów wydanych na budowę, wydawało się początkiem końca nowo powstałej inwestycji. Jednak pesymistyczne scenariusze nie sprawdziły się.
Od 1966 Metropolitan Opera znajduje się w Centrum Lincolna dla Sztuk Scenicznych (The Lincoln Center for the Performing Arts), który to kompleks położony jest pomiędzy zachodnią 62. i 65. ulicą oraz alejami: Columbus i Amsterdam.
W tym kompleksie mieszczą się także: Filharmonia Nowego Jorku (New York Philharmonic), Szkoła Muzyczna Juilliarda (Juilliard School of Music) oraz Opera Miasta Nowy Jork (The New York City Opera).
Pierwszym dyrygentem był Leopold Damrosch, który jednak zmarł przed zakończeniem drugiego sezonu. Zastąpił go jego syn Walter Damrosch. Z Metropolitan związani byli dyrygenci Arturo Toscanini, Gustav Mahler i wielu innych. Na scenie tej opery debiutowało wielu śpiewaków, m.in. Enrico Caruso, a inni byli związani z nią przez wiele lat, m.in.: Nellie Melba, Adelina Patti, Lilli Lehmann, Cesare Siepi, Adam Didur czy Jan i Edward Reszkowie oraz polski baryton Andrzej Filończyk.
Opera była świadkiem tragicznych wydarzeń. W starym teatrze, w roku 1960, podczas przedstawienia Moc przeznaczenia Verdiego, zmarł na scenie, w kilka minut po wykonaniu swojej arii, baryton Leonard Warren (śpiewał tu przez ponad 22 lata występując ponad 650
razy). W nowym teatrze w 1988 roku popełnił samobójstwo jeden z widzów, który podczas przerwy w operze Makbet Verdiego spadł z najwyższego balkonu, z wysokości ponad 20 metrów, zabijając się na miejscu (pierwotnie myślano, że był to wypadek). Przedstawienie zostało przerwane (notabene, operą tą dyrygował wtedy polski dyrygent, Kazimierz Kord).
Jedyną operą skomponowaną przez Polaka, jaką kiedykolwiek wystawiono w Metropolitan Opera, był Manru, jedyne dzieło sceniczne Ignacego Jana Paderewskiego.